# Pikardowie
Pikardowie (łac. Pikarti, Picardi) – chrześcijańska grupa religijna z XIV–XV w., działająca w Europie zachodniej i w Czechach.
Aeneas Sylvius Piccolomini twierdził, że nazwa grupy powstała od miejsca ich pochodzenia, czyli francuskiej Pikardii. Ich doktryna, mówiąca o „wolnym Duchu” sugeruje, że być może mieli związek z grupą religijną „Homines Intelligentiae”, którą Inkwizycja zniszczyła w Brukseli.
Około 1418 roku ok. 40 pikardów z żonami i dziećmi przeniosło się z Europy Zachodniej do Czech, zachęceni powstaniem tam ruchu taborytów, którzy głosili wolność osobistą i religijną oraz „sprawiedliwość na ziemi”.
Doktryna pikardów ukształtowała się pod wpływem Willema van Hildernissema i Gilles'a de Cantera; była zbliżona do dolcynizmu: głosiła bliski koniec świata i „królestwo świętych”, podkreślała, że „prawdziwi chrześcijanie” muszą cierpieć na Ziemi.
Pikardowie szybko zdobyli w Czechach wielu zwolenników, głównie w regionach słabo kontrolowanych przez taborytów, takich jak Žatec, Praga i Pilzno. W lutym 1421 roku kronikarz Wawrzyniec z Brzezowa wskazywał na szerzenie się wiary pikardów wśród taborytów i opisywał jak z Táboru wygnano 200 pikardów, kobiet i mężczyzn.
Jednym z najbardziej znanych czeskich pikardów był Marcin Húska (zwany „Loquis”), który bronił swojej wiary wobec husytów i katolików i starał się osiągnąć kompromis w kwestii eucharystii. Rzecznikiem pikardów był Piotr Kaniš, a znanymi misjonarzami byli: Mikołaj Kowal (zwany Mojżeszem), Adam i Maria.
Jednak niezależność wspólnot pikardyjskich trwała bardzo krótko, bo tylko dwa miesiące, od grudnia 1420 do lutego 1421 roku. Taboryci zarzucali im „rozwiązłość” i propagowanie „wolnej miłości”. Mikołaj z Pelhřimova napisał traktat przeciwko Kanišowi i w kwietniu 1421 Jan Žižka rozpoczął kampanię wojskową przeciwko pikardom. Pięćdziesięciu z nich, w tym Kaniša, husyci spalili na stosach w Klokotach.
Pozostali pikardowie osiedli nad Nežárką i zorganizowali ruch oporu pod dowództwem Mikołaja Kowala. 20 kwietnia 1421 Žižka pokonał ich w ciężkich walkach i 25 pikardów spalił na stosie, pozostali zginęli podczas egzekucji w Pradze.
21 października 1421, zwolennicy Kaniša, którzy schronili się w lesie koło Bernatic, zostali pokonani i zamordowani, z wyjątkiem jednej osoby, która jako świadek miała opowiedzieć o doktrynie pikardów. Inna grupa pikardów schroniła się w zamku Ostrov, gdzie utrzymywała się z rabowania sąsiednich miejscowości.
Mimo że Martin Húska wyrzekł się uroczyście „herezji” pikardów, Žižka poprzysiągł zemstę jemu i jego przyjacielowi Prokopowi Ślepcowi. Aby uniknąć zamieszek w Pradze, radcy miejscy wysłali obu do Roudnicy, gdzie zginęli w strasznych męczarniach.
W XVIII w. zaczęto błędnie nazywać adamitów pikardami.